# Forstrøno
Forstrøno est une île norvégienne dans le comté de Hordaland. Elle fait partie du territoire de l'ancienne commune de Øs, aujourd'hui rattachée à Bjørnafjorden.

## Géographie
Rocheuse et couverte d'arbres, elle s'étend sur environ 1,490 km de longueur pour une largeur approximative de 1,179 km. Elle compte une dizaine d'habitations. 